# Postbåd
En postbåd er en forbindelse ved skib, båd eller andet søfartøj, hvorved der transporteres eller udveksles fysisk post mellem én eller flere destinationer.
| Trafik | Spire Denne trafikartikel er en spire som bør udbygges. Du er velkommen til at hjælpe Wikipedia ved at udvide den. |